# 이예준 (가수)
이예준(1988년 10월 8일~ )은 대한민국의 가수이다.
2009년 언더그라운드 라이브 클럽에서 가수로 첫 데뷔한 그녀는 2013년 Mnet의 오디션 프로그램 《보이스 코리아 2》에서 우승하였다.
- 경명여자고등학교 (졸업)
- 서울예술대학교 실용음악과 전문학사 (졸업)
- 국민대학교 대학원 음악학과 (졸업)

## 출연
- 2013년 엠넷 《보이스 코리아 2》
- 2016년 KBS2 《불후의 명곡 - 전설을 노래하다》
- 2017년 MBC 《미스터리 음악쇼 복면가왕》 - 선무당이 가왕 잡는다! 무당벌레! (참가자-준우승)
- 2020년 TV조선 《신청곡을 불러드립니다 - 사랑의 콜센타 -32화 게스트
- 2021년 MBC 《미스터리 음악쇼 복면가왕》 - 제163,164,165,166대 가왕 복면가왕에서 재주 부리고 가왕석 지킬게요! 곰발바닥 (재도전)

## 음반
미니 음반
- 《이별 1,2,3》
- 《이별. The End》

싱글 트랙
- 《약속》
- 《Beautiful Lady》
- 《Be Mine》
- 《봄, 이별》
- 《괜한 걱정을 했나 봐》
- 《진심》
- 《눈사람》
- 《끝나지 않은 이야기》
- 《버스가 온다》
- 《검은별》
- 《내생에 아름다운》 (원곡: 케이윌)

OST
- 《가족을 지켜라 OST Part 8》
- 《딱 너 같은 딸 OST Part 12》
- 《어머님은 내 며느리 OST Part 16》
- 《오 마이 금비 OST Part 4》
- 《죽어야 사는 남자 OST Part 2》
- 《황금정원 OST Part.1》
- 《펜트하우스 2 OST Part.3》

| 보이스 코리아 우승자 |                        |      |
| 보이스 코리아        | 보이스 코리아 2 이예준 | 다음 |
| 손승연               | 보이스 코리아 2 이예준 |      |
|                      |                        |      |
|                      |                        |      |